# Erkel Sándor

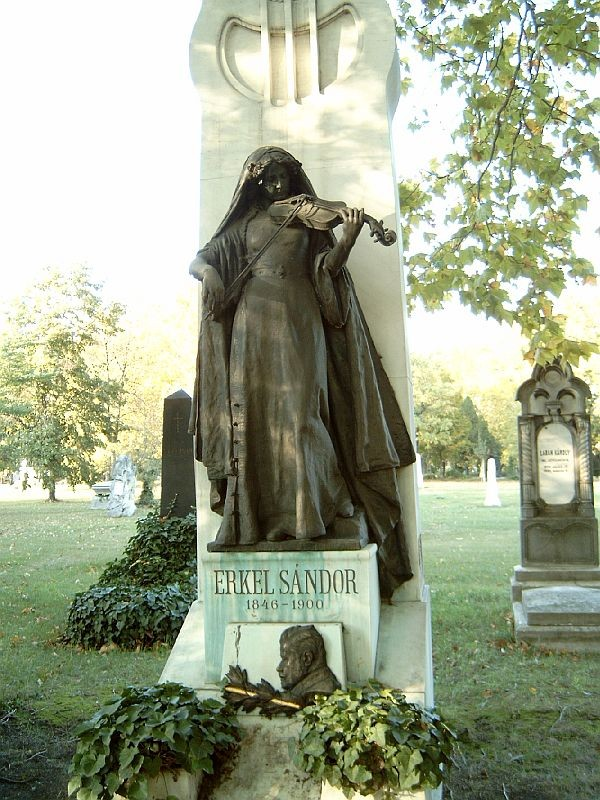
Erkel Sándor sírja Budapesten. Kerepesi temető: 28-díszsor-9. Róna József alkotása

Erkel Sándor (Buda, 1846. január 2. – Békéscsaba, 1900. október 14.), zeneszerző, karmester, az Operaház igazgatója volt.  Erkel Ferenc fia.

## Pályafutása
Erkel Ferenc negyedik fiaként kezdetben atyjánál tanul, majd Mosonyi Mihály tanította.
A zenei életben pályáját a Nemzeti Színház zenekarában kezdte ütősként (üstdob), de játszott más hangszeren is az együttesben, Erkel Ferenc Bánk bán című operájának ősbemutatóján Erkel Sándor játszotta a cimbalom szólót. Később már karvezető és korrepetitor, majd atyjának a Zeneakadémia igazgatójává történt kinevezése után a társulat vezető karmestere lett. 1876-tól Richter János távozó igazgató ajánlására nevezték ki a színház operatagozata igazgatójává, mely tisztségét 1884-ig töltötte be. 1884-től 1886-ig az új a Operaház igazgatóságát is vállalta, 1886-ban lemondott az Operaház igazgatói posztjáról, de lemondása után is mind az Operaház, mind a Nemzeti Színház karmestere és örökös tagja maradt.
1881. július 2-án a Terézvárosi templomban feleségül vette az 1878-ban elhunyt Tanner István özvegyét, a nemzetközi hírű koloratúrszoprán énekesnőt, özvegy Tannerné Szabó Rózát.
Az Operaház vezetőjeként a Filharmónia Társaság Zenekarának is elnök-karmestere volt, így 1881. november 9-én J. Brahms budapesti fellépésén a Filharmónia Társaság Zenekarát Erkel Sándor vezényelte, a műsoron többek között J. Brahms II. zongoraversenye - a mű ősbemutatója - volt Brahms előadásában.
1898-ban Meyerbeer Hugenották  című operája vezénylésekor agyvérzést kapott, ezután visszavonultan élt. Halálát az agyvérzés megismétlődése okozta, békéscsabai tartózkodása alatt. Az Operaház Erkelt saját halottjának nyilvánította, ravatalát is az Operában állították fel. Holttestét október 17-én helyezték örök nyugalomra a Kerepesi temetőben.
Zeneszerzőként viszonylag kevés művet hagyott hátra, zenekari és kórusműveket (Uvertür, Dalünnep), Csobánc című operáját 1865. december 13-án mutatták be.

## Síremléke
Síremléke a Fiumei úti sírkertben található. Szobrászati részét Róna József, építészeti részét Márkus Géza készítette 1905-ben.